# Senátní obvod č. 24 – Praha 9

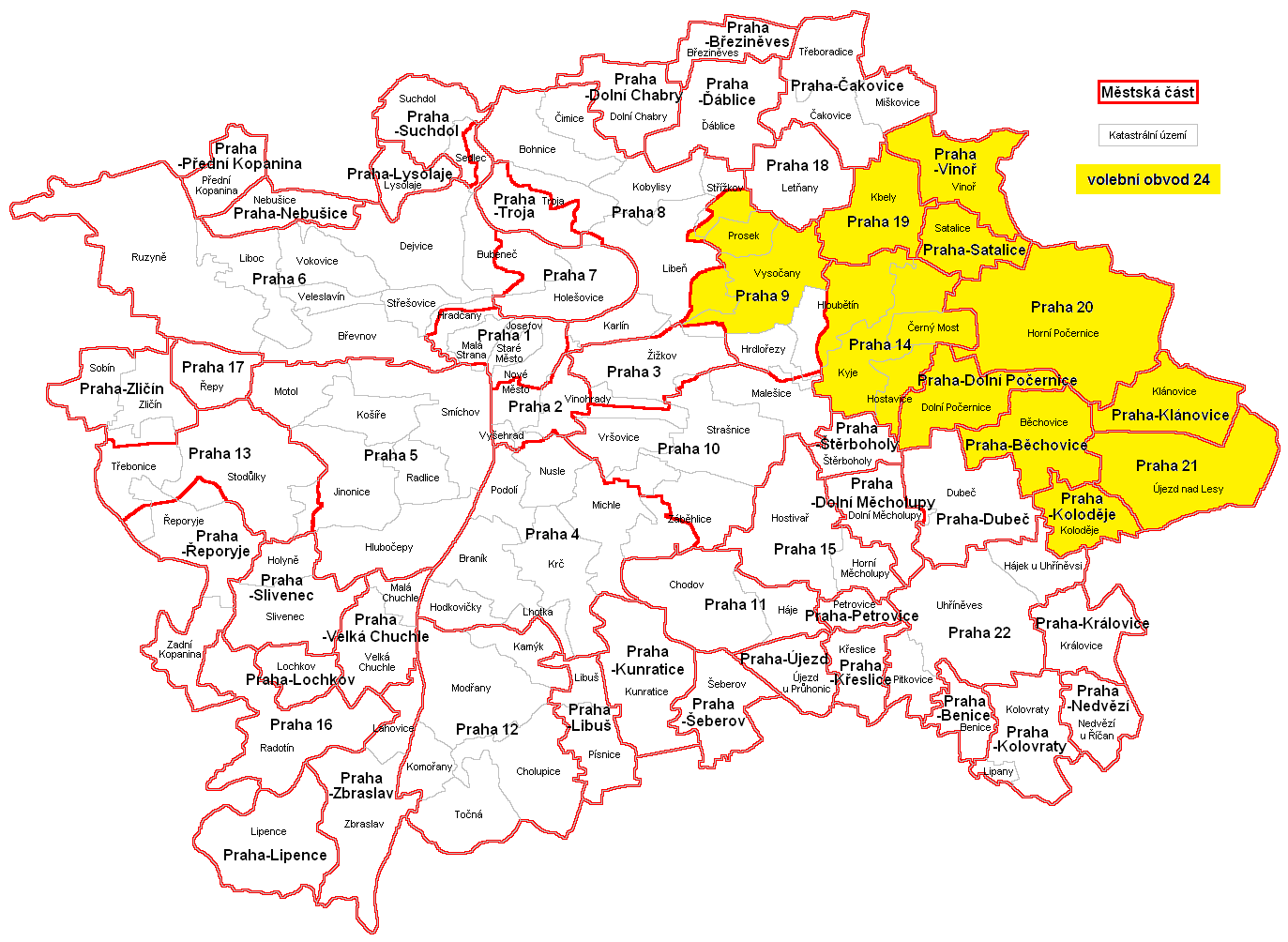
Senátní obvod č. 24 na mapě Prahy

Senátní obvod č. 24 – Praha 9 podle zákona č. 247/1995 Sb. zahrnuje území městské části Praha 9 s výjimkou katastrálních území Hrdlořezy, Hloubětín a části Malešic. Dále zahrnuje území městských částí Praha 14, Praha 19, Praha 20, Praha 21, Praha-Běchovice, Praha-Dolní Počernice, Praha-Klánovice, Praha-Koloděje, Praha-Satalice a Praha-Vinoř.
Současným senátorem je od roku 2019 David Smoljak, člen hnutí STAN. V Senátu je členem Senátorského klubu Starostové a nezávislí. Dále působí jako předseda Výboru pro záležitosti Evropské unie.

## Senátoři

Josef Pavlata
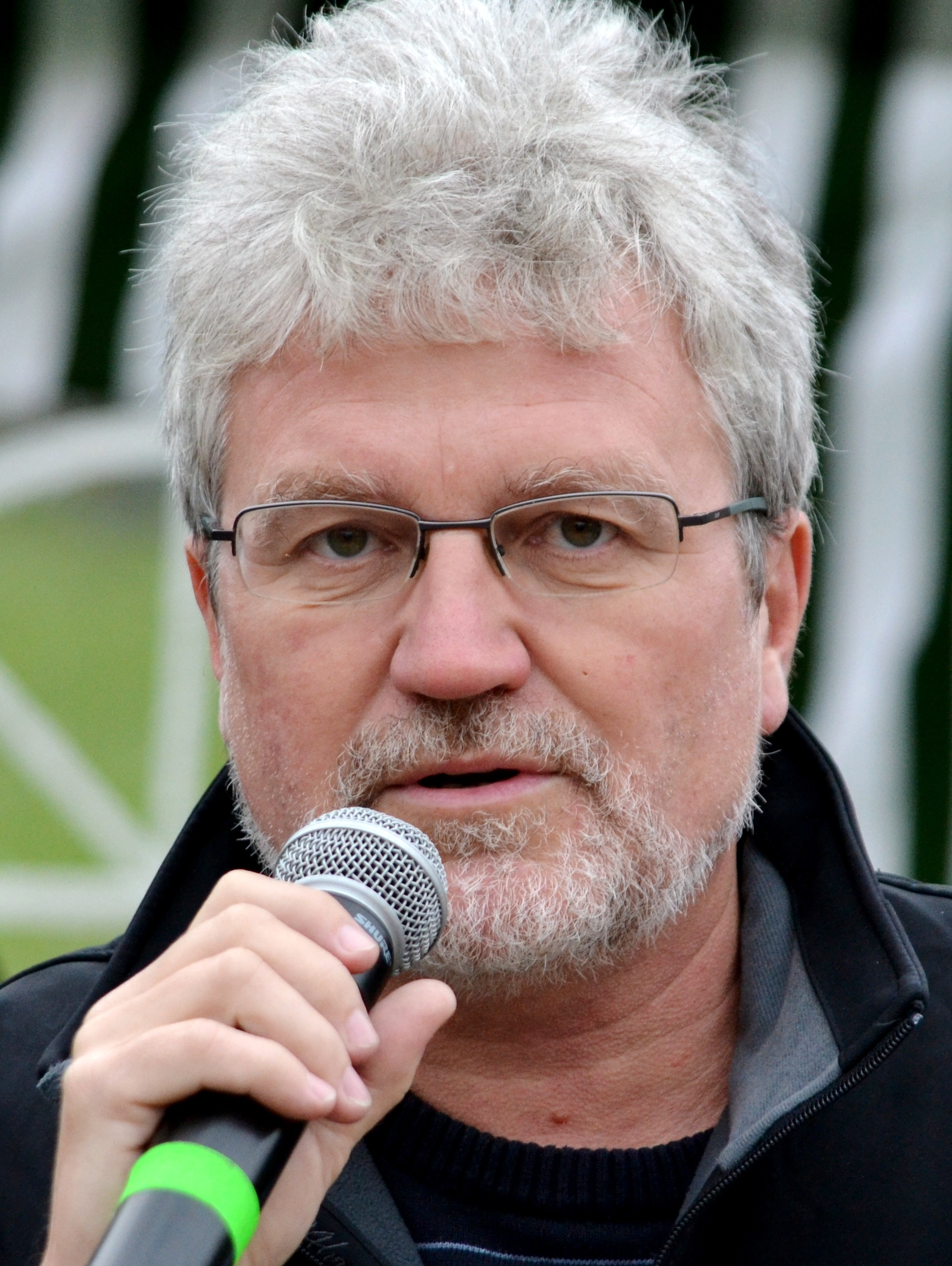
Tomáš Kladívko
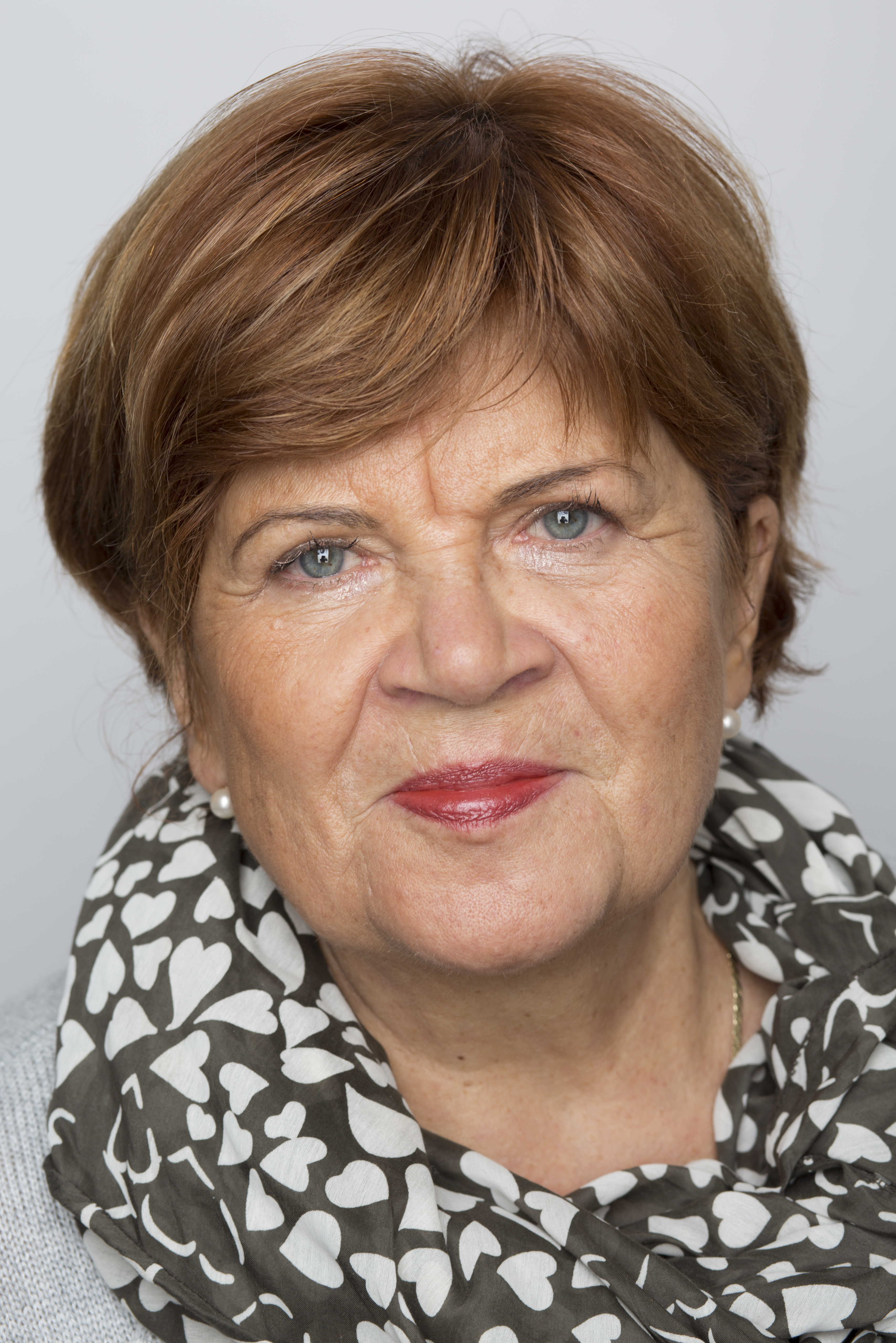
Zuzana Baudyšová
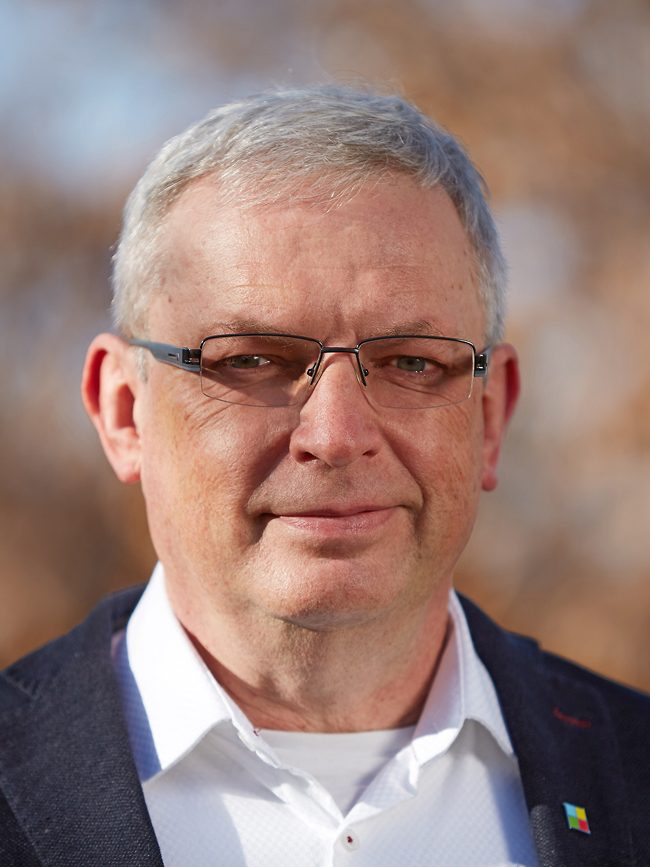
David Smoljak

| Volby | Volby                | Senátor          | Volební strana | Navrhující strana | Politická příslušnost | Odkaz  |
| ----- | -------------------- | ---------------- | -------------- | ----------------- | --------------------- | ------ |
|       | 1996                 | Josef Pavlata    | ODS            | ODS               | ODS                   | profil |
| 2002  |                      | Josef Pavlata    | ODS            | ODS               | ODS                   | profil |
| 2008  | Tomáš Kladívko       | profil           | ODS            | ODS               | ODS                   |        |
|       | 2014                 | Zuzana Baudyšová | ANO            | ANO               | BEZPP                 | profil |
|       | 2019                 | David Smoljak    | STAN           | STAN              | BEZPP                 | profil |
| 2020  | STAN, Piráti, TOP 09 | David Smoljak    | STAN           | STAN              |                       |        |

## Volby

### Rok 1996
| Kandidát | Kandidát                      | Volební strana | Navrhující strana | Politická příslušnost | Počet hlasů (1. kolo) | %     | Počet hlasů (2. kolo) | %     |
| -------- | ----------------------------- | -------------- | ----------------- | --------------------- | --------------------- | ----- | --------------------- | ----- |
|          | Josef Pavlata                 | ODS            | ODS               | ODS                   | 18 990                | 48,41 | 23 770                | 62,45 |
|          | doc. Ing. Zdeněk Trojan, CSc. | ČSSD           | ČSSD              | ČSSD                  | 7 519                 | 19,17 | 14 293                | 37,55 |
|          | RNDr. Jiřina Nováková, CSc.   | ODA            | ODA               | ODA                   | 4 679                 | 11,93 | —                     | —     |
|          | MUDr. Josef Alois Tichý       | KSČM           | KSČM              | BEZPP                 | 3 991                 | 10,17 | —                     | —     |
|          | Ing. Ratibor Majzlík          | DEU            | DEU               | DEU                   | 1 184                 | 3,02  | —                     | —     |
|          | Ing. Pavel Holba, CSc.        | KAN            | KAN               | KAN                   | 7 53                  | 1,92  | —                     | —     |
|          | Milada Veselá                 | SZ             | SZ                | SZ                    | 670                   | 1,71  | —                     | —     |
|          | John Bok                      | PB             | PB                | BEZPP                 | 546                   | 1,39  | —                     | —     |
|          | Mgr. Miloslav Šorejs          | NEZ            | NEZ               | BEZPP                 | 427                   | 1,09  | —                     | —     |
|          | František Kollman             | RU             | RU                | BEZPP                 | 234                   | 0,60  | —                     | —     |
|          | PhDr. Vlastislav Vondrák      | PP             | PP                | BEZPP                 | 233                   | 0,59  | —                     | —     |

### Rok 2002
| Kandidát | Kandidát                    | Volební strana | Navrhující strana | Politická příslušnost | Počet hlasů (1. kolo) | %     | Počet hlasů (2. kolo) | %     |
| -------- | --------------------------- | -------------- | ----------------- | --------------------- | --------------------- | ----- | --------------------- | ----- |
|          | Josef Pavlata               | ODS            | ODS               | ODS                   | 8 695                 | 31,91 | 18 664                | 56,52 |
|          | Ing. Josef Dobrý            | ČSSD           | ČSSD              | ČSSD                  | 4 535                 | 16,64 | 14 356                | 43,47 |
|          | František Vondráček         | NK             | NK                | BEZPP                 | 3 335                 | 12,23 | —                     | —     |
|          | Ing. Evžen Smrkovský, CSc.  | KSČM           | KSČM              | BEZPP                 | 3 136                 | 11,50 | —                     | —     |
|          | JUDr. Sylva Rychtalíková    | US-DEU         | US-DEU            | US-DEU                | 2 391                 | 8,77  | —                     | —     |
|          | Martin Schulz               | SNK            | SNK               | BEZPP                 | 2 264                 | 8,30  | —                     | —     |
|          | MUDr. Ing. Petr Fiala       | N              | N                 | N                     | 1 510                 | 5,54  | —                     | —     |
|          | RNDr. Jiřina Nováková, CSc. | ODA, ED        | ODA               | ODA                   | 1 381                 | 5,06  | —                     | —     |

### Rok 2008
| Kandidát | Kandidát                   | Volební strana | Navrhující strana | Politická příslušnost | Počet hlasů (1. kolo) | %     | Počet hlasů (2. kolo) | %     |
| -------- | -------------------------- | -------------- | ----------------- | --------------------- | --------------------- | ----- | --------------------- | ----- |
|          | Tomáš Kladívko             | ODS            | ODS               | ODS                   | 11 644                | 30,78 | 18 348                | 54,05 |
|          | MUDr. Jiří Koskuba         | ČSSD           | ČSSD              | ČSSD                  | 9 623                 | 25,43 | 15 594                | 45,94 |
|          | Ing. Zuzana Baudyšová      | SNK ED         | SNK ED            | BEZPP                 | 5 491                 | 14,51 | —                     | —     |
|          | Ing. Evžen Smrkovský, CSc. | KSČM           | KSČM              | BEZPP                 | 3 340                 | 8,82  | —                     | —     |
|          | Mgr. Vlastimil Ježek       | KDU-ČSL        | KDU-ČSL           | BEZPP                 | 2 640                 | 6,97  | —                     | —     |
|          | Ing. Ladislav Hrabal CSc.  | SZ             | SZ                | SZ                    | 2 016                 | 5,32  | —                     | —     |
|          | Petr Cibulka               | PB             | PB                | PB                    | 1 832                 | 4,84  | —                     | —     |
|          | JUDr. Šárka Weberová       | SOS            | SOS               | BEZPP                 | 587                   | 1,55  | —                     | —     |
|          | Mgr. Vít Olmer             | S.O.S. PRAHA   | S.O.S. PRAHA      | BEZPP                 | 380                   | 1,00  | —                     | —     |
|          | MUDr. Bohdan Babinec, CSc. | ČSNS 2005, SZR | ČSNS 2005         | ČSNS 2005             | 274                   | 0,72  | —                     | —     |

### Rok 2014
| Kandidát | Kandidát                       | Volební strana | Navrhující strana | Politická příslušnost | Počet hlasů (1. kolo) | %     | Počet hlasů (2. kolo) | %     |
| -------- | ------------------------------ | -------------- | ----------------- | --------------------- | --------------------- | ----- | --------------------- | ----- |
|          | Ing. Zuzana Baudyšová          | ANO            | ANO               | BEZPP                 | 13 232                | 37,02 | 11 260                | 62,53 |
|          | Mgr. Tomáš Kladívko            | ODS            | ODS               | ODS                   | 5 974                 | 16,71 | 6 745                 | 37,46 |
|          | Mgr. Jiří Vávra                | TOP 09, STAN   | TOP 09            | TOP 09                | 5 598                 | 15,66 | —                     | —     |
|          | plk. v. v. Ing. Oldřich Pelčák | ČSSD           | ČSSD              | BEZPP                 | 3 812                 | 10,66 | —                     | —     |
|          | Ing. Ilona Picková             | SZ             | SZ                | SZ                    | 2 129                 | 5,95  | —                     | —     |
|          | František Křížek               | KSČM           | KSČM              | BEZPP                 | 1 868                 | 5,22  | —                     | —     |
|          | František Pecka                | Svobodní       | Svobodní          | Svobodní              | 1 427                 | 3,99  | —                     | —     |
|          | Miroslav Froněk                | KA14           | KA14              | BEZPP                 | 722                   | 2,02  | —                     | —     |
|          | Mgr. Petr Hannig               | Rozumní        | Rozumní           | Rozumní               | 474                   | 1,32  | —                     | —     |
|          | Ing. Bc. Ivan Noveský          | DOMOV          | DOMOV             | BEZPP                 | 280                   | 0,78  | —                     | —     |
|          | Ludvík Uwe Vaník               | Republika      | Republika         | BEZPP                 | 226                   | 063   | —                     | —     |

### Rok 2019
V dubnu 2019 se konaly doplňovací volby po rezignaci Zuzany Baudyšové.
| Kandidát | Kandidát                            | Volební strana       | Navrhující strana | Politická příslušnost | Počet hlasů (1. kolo) | %     | Počet hlasů (2. kolo) | %     |
| -------- | ----------------------------------- | -------------------- | ----------------- | --------------------- | --------------------- | ----- | --------------------- | ----- |
|          | David Smoljak                       | STAN                 | STAN              | BEZPP                 | 4 514                 | 23,53 | 7 070                 | 59,50 |
|          | Ing. Jan Jarolím                    | ODS, KDU-ČSL         | ODS               | ODS                   | 4 651                 | 24,25 | 4 811                 | 40,49 |
|          | Mgr. Petr Daubner                   | Piráti, ČSSD, Zelení | Piráti            | Piráti                | 2 674                 | 13,94 | —                     | —     |
|          | Mgr. Martin Hrubčík, MBA            | ANO                  | ANO               | ANO                   | 2 391                 | 12,46 | —                     | —     |
|          | Mgr. Martin Kroh                    | TOP 09               | TOP 09            | BEZPP                 | 1 392                 | 7,25  | —                     | —     |
|          | Mgr. Libor Michálek, MPA            | VIZE                 | VIZE              | VIZE                  | 1 127                 | 5,87  | —                     | —     |
|          | Petr Šimůnek                        | KSČM                 | KSČM              | KSČM                  | 807                   | 4,20  | —                     | —     |
|          | MUDr. Jiří Koskuba                  | ČS                   | ČS                | BEZPP                 | 678                   | 3,53  | —                     | —     |
|          | Bc. Pavel Pešan                     | SPD                  | SPD               | SPD                   | 563                   | 2,93  | —                     | —     |
|          | prof. MUDr. Eva Syková, DrSc., FCMA | PRO Zdraví           | PRO Zdraví        | BEZPP                 | 380                   | 1,98  | —                     | —     |

### Rok 2020
| Kandidát | Kandidát                           | Volební strana        | Navrhující strana     | Politická příslušnost | Počet hlasů (1. kolo) | %     | Počet hlasů (2. kolo) | %     |
| -------- | ---------------------------------- | --------------------- | --------------------- | --------------------- | --------------------- | ----- | --------------------- | ----- |
|          | David Smoljak                      | STAN, Piráti, TOP 09  | STAN                  | STAN                  | 14 893                | 42,87 | 11 136                | 54,85 |
|          | PhDr. Eduard Stehlík, Ph.D., MBA   | ODS, KDU-ČSL          | ODS                   | BEZPP                 | 10 489                | 30,19 | 9 164                 | 45,14 |
|          | Mgr. Václav Krása                  | Trikolóra             | Trikolóra             | Trikolóra             | 2 047                 | 5,89  | —                     | —     |
|          | PhDr. David Pavlát, Ph.D.          | ČSSD                  | ČSSD                  | ČSSD                  | 1 684                 | 4,84  | —                     | —     |
|          | Vítězslav Novák                    | SPD                   | SPD                   | SPD                   | 1 526                 | 4,39  | —                     | —     |
|          | Bc. Filip Smoljak                  | PRO Zdraví            | PRO Zdraví            | BEZPP                 | 1 249                 | 3,59  | —                     | —     |
|          | RNDr. PhDr. Zdeněk Hostomský, CSc. | ANK 2020              | ANK 2020              | ANK 2020              | 1 091                 | 3,14  | —                     | —     |
|          | Ing. Pavel Franěk                  | KSČM                  | KSČM                  | KSČM                  | 843                   | 2,42  | —                     | —     |
|          | Lucie Groene Odkolek               | DSZ - ZA PRÁVA ZVÍŘAT | DSZ - ZA PRÁVA ZVÍŘAT | BEZPP                 | 508                   | 1,46  | —                     | —     |
|          | Vladimíra Vítová                   | ANS                   | ANS                   | ANS                   | 257                   | 0,73  | —                     | —     |
|          | Ladislav Pavlíček                  | NáS                   | NáS                   | BEZPP                 | 150                   | 0,43  | —                     | —     |

## Volební účast
|  | nejvyšší volební účast |  | nejnižší volební účast |

| Rok  | % (1. kolo) | % (2. kolo) |
| ---- | ----------- | ----------- |
| 1996 | 36,94       | 35,76       |
| 2002 | 24,77       | 32,36       |
| 2008 | 33,24       | 29,77       |
| 2014 | 37,14       | 17,46       |
| 2019 | 18,48       | 11,45       |
| 2020 | 33,46       | 19,54       |